# Milton Township (comté de DuPage, Illinois)
Milton Township est un township du comté de DuPage dans l'Illinois, aux États-Unis,. 

## Source de la traduction
- (en) Cet article est partiellement ou en totalité issu de l’article de Wikipédia en anglais intitulé « Milton Township, DuPage County, Illinois » (voir la liste des auteurs).